# Al-Funaytis
al-Funaytis (arabiska: اَلْفُنَيْطِيس) är ett distrikt (mintaqa) i Kuwait. Det ligger 20 km sydost om huvudstaden Kuwait, och är en del av provinsen Mubarak al-Kabir. al-Funaytis hade 1 878 invånare 2012.
Närmaste större samhälle är al-Ahmadi, 17 km söder om al-Funaytis.